# Otto Szabó
Pour les articles homonymes, voir Szabó.
Otto Szabó est un ancien footballeur international slovaque, d’origine hongroise, né le 1er mars 1981.

## Carrière
- Formé au FK DAC 1904 Dunajská Streda  Slovaquie
- 1997-2003 : Rapid Vienne  Autriche
  - 2000-2001 : SV Braunau  Autriche (prêt)
- 2003-2004 : MTK Hungária  Hongrie
- 2004-2005 : MATÁV Sopron  Hongrie
- 2005 : Debrecen VSC  Hongrie
- 2006 : Vasas SC  Hongrie
- 2006-2007 : FK DAC 1904 Dunajská Streda  Slovaquie
- 2007-2009 : Slovan Bratislava  Slovaquie
  - 2008 : FC Artmedia Petržalka  Slovaquie (prêt)
- 2009-2012 : Győri ETO FC  Hongrie
- 2012-2013 : Lombard-Pápa TFC  Hongrie
- 2014-2015 : FK DAC 1904 Dunajská Streda  Slovaquie